# Papir Oxirinc 89
El Papir Oxirinc 89, també anomenat P. Oxy. 89, és un document sobre un rebut pel pagament de blat, escrit en grec. El manuscrit fou escrit en papir en forma de full. Es va descobrir a Oxirinc, Egipte, i el van escriure el 29 de juliol del 140. En l'actualitat es conserva en el Museu Egipci del Caire, Egipte.

## Document
Fou escrit per un autor desconegut. Segons Bernard Pyne Grenfell i Arthur Surridge Hunt és un "rebut que mostra que Horió, fill de Serapió, havia ingressat al graner públic 115 1/4 artabae de blat, la collita del tercer any d'Antoní". Els mesuraments del fragment són 200 per 120 mm.
Fou descobert per Grenfell i Hunt el 1897 a Oxirinc. El text, el van publicar Grenfell i Hunt el 1898.